# Lista de prêmios e indicações recebidos por Aaliyah
Aaliyah Dana Haughton (16 de janeiro de 1979 – 25 de agosto de 2001) foi uma cantora, atriz, compositora, dançarina, produtora, coreógrafa e modelo norte-americana. Ela é amplamente conhecida por suas contribuições à música e recebeu crédito por ajudar a redefinir o R&B contemporâneo, pop e hip-hop durante os anos 1990, adquirindo os apelidos honorários de "Princesa do R&B" e "Rainha do Pop Urbano".
Durante sua carreira musical, Aaliyah ganhou três American Music Awards, dois MTV Video Music Awards, dois Soul Train Lady of Soul Awards e um Soul Train Music Award. Além das vitórias, ela também recebeu cinco indicações ao Grammy Awards. Em 2021 ela foi introduzida ao Michigan Rock and Roll Legends Hall of Fame. Em 24 de setembro de 2023 ela foi incluída no National Rhythm & Blues Hall of Fame.
Apesar da música ter sido sua principal fonte de conquistas, ela recebeu algumas indicações por seus trabalhos em filmes, incluindo quatro indicações ao MTV Movie Awards, em diversas categorias, e duas ao BET Awards na categoria de Melhor Atriz. Em 2003, ela recebeu uma indicação ao prêmio de Melhor Atriz por seu papel em A Rainha dos Condenados no Fangoria Chainsaw Awards.

## American Music Awards
| Ano  | Recipiente(s) / Trabalho | Categoria                       | Resultado | Ref.        |
| ---- | ------------------------ | ------------------------------- | --------- | ----------- |
| 1995 | Aaliyah                  | Favorite Soul/R&B New Artist    | Indicado  | [ 5 ] [ 6 ] |
| 1999 | Aaliyah                  | Favorite Soul/R&B Female Artist | Indicado  | [ 7 ]       |
| 2002 | Aaliyah                  | Favorite Soul/R&B Female Artist | Venceu    | [ 8 ]       |
| 2002 | Aaliyah                  | Favorite Soul/R&B Album         | Venceu    | [ 8 ]       |
| 2003 | Aaliyah                  | Favorite Soul/R&B Female Artist | Venceu    | [ 9 ]       |

## ARTISTdirect Online Music Awards
| Ano  | Recipiente(s) / Trabalho | Categoria                            | Resultado | Ref.   |
| ---- | ------------------------ | ------------------------------------ | --------- | ------ |
| 2000 | Aaliyah                  | Favorite Urban/Hip-Hop Female Artist | Venceu    | [ 10 ] |

## BET Awards
| Ano  | Recipiente(s) / Trabalho | Categoria              | Resultado | Ref.   |
| ---- | ------------------------ | ---------------------- | --------- | ------ |
| 2001 | Romeu tem que Morrer     | Best Actress           | Indicado  | [ 11 ] |
| 2001 | Aaliyah                  | Best Female R&B Artist | Indicado  | [ 12 ] |
| 2002 | A Rainha dos Condenados  | Best Actress           | Indicado  | [ 13 ] |
| 2002 | Aaliyah                  | Best Female R&B Artist | Indicado  | [ 13 ] |
| 2002 | "Rock the Boat"          | Video of the Year      | Indicado  | [ 13 ] |
| 2002 | "Rock the Boat"          | Viewer's Choice        | Indicado  | [ 13 ] |

## BillboardMusic Awards
| Ano  | Recipiente(s) / Trabalho | Categoria                             | Resultado | Ref.   |
| ---- | ------------------------ | ------------------------------------- | --------- | ------ |
| 2000 | Aaliyah                  | Female R&B/Hip-Hop Artist of the Year | Indicado  | [ 14 ] |
| 2002 | Aaliyah                  | Female R&B/Hip-Hop Artist of the Year | Indicado  | [ 15 ] |
| 2003 | Aaliyah                  | R&B/Hip-Hop Artist of the Year        | Indicado  | [ 16 ] |
| 2003 | Aaliyah                  | Hot 100 Female Artist of the Year     | Indicado  | [ 16 ] |

## BillboardMusic Video Awards
| Ano  | Recipiente(s) / Trabalho | Categoria                                  | Resultado | Ref.   |
| ---- | ------------------------ | ------------------------------------------ | --------- | ------ |
| 1994 | "Back & Forth"           | Best New R&B/Urban Artist Clip of the Year | Indicado  | [ 17 ] |
| 2000 | "Try Again"              | Maximum Vision Video                       | Indicado  | [ 18 ] |
| 2000 | "Try Again"              | Best R&B Clip                              | Indicado  | [ 18 ] |

## BillboardR&B/Hip-Hop Awards
| Ano  | Recipiente(s) / Trabalho | Categoria                        | Resultado | Ref.   |
| ---- | ------------------------ | -------------------------------- | --------- | ------ |
| 2002 | Aaliyah                  | Top R&B/Hip-Hop Artist           | Indicado  | [ 19 ] |
| 2002 | Aaliyah                  | Top R&B/Hip-Hop Artist, Female   | Indicado  | [ 19 ] |
| 2002 | Aaliyah                  | Top R&B/Hip-Hop Singles Artist   | Indicado  | [ 19 ] |
| 2002 | "Rock the Boat"          | Top R&B/Hip-Hop Single           | Indicado  | [ 19 ] |
| 2002 | "Rock the Boat"          | Top R&B/Hip-Hop Single - Airplay | Indicado  | [ 19 ] |
| 2003 | Aaliyah                  | Top R&B/Hip-Hop Artist           | Indicado  | [ 20 ] |
| 2003 | Aaliyah                  | Top R&B/Hip-Hop Artist, Female   | Venceu    | [ 21 ] |
| 2003 | Aaliyah                  | Top R&B/Hip-Hop Singles Artist   | Indicado  | [ 20 ] |
| 2003 | "Miss You"               | Top R&B/Hip-Hop Single - Airplay | Indicado  | [ 20 ] |

## BillboardYear-End List
| Ano  | Recipiente(s) / Trabalho | Categoria                           | Resultado | Ref.   |
| ---- | ------------------------ | ----------------------------------- | --------- | ------ |
| 1994 | Aaliyah                  | Top New R&B Artists                 | 2º Lugar  | [ 22 ] |
| 1994 | Aaliyah                  | Top R&B Artists - Female            | 4º Lugar  | [ 22 ] |
| 2000 | Aaliyah                  | Top R&B Artists - Female            | 4º Lugar  | [ 23 ] |
| 2002 | Aaliyah                  | Top R&B Artists - Female            | 2º Lugar  | [ 24 ] |
| 2002 | Aaliyah                  | R&B/Hip-Hop Singles & Tracks Artist | 4º Lugar  | [ 24 ] |

## Blockbuster Entertainment Awards
| Ano  | Recipiente(s) / Trabalho | Categoria                    | Resultado | Ref.   |
| ---- | ------------------------ | ---------------------------- | --------- | ------ |
| 1995 | Aaliyah                  | Favorite New Artist - Female | Indicado  | [ 17 ] |
| 1997 | One in a Million         | Favorite Female Artist - R&B | Indicado  | [ 25 ] |

## CosmoGIRL! of the Year Awards
| Ano  | Recipiente(s) / Trabalho | Categoria             | Resultado | Ref.   |
| ---- | ------------------------ | --------------------- | --------- | ------ |
| 2000 | Aaliyah                  | CosmoGirl of the Year | Indicado  | [ 26 ] |

## Echo
| Ano  | Recipiente(s) / Trabalho | Categoria                      | Resultado | Ref.   |
| ---- | ------------------------ | ------------------------------ | --------- | ------ |
| 2003 | Aaliyah                  | Best Hip-Hop/R&B International | Indicado  | [ 27 ] |

## FangoriaChainsaw Awards
| Ano  | Recipiente(s) / Trabalho | Categoria    | Resultado | Ref.   |
| ---- | ------------------------ | ------------ | --------- | ------ |
| 2003 | A Rainha dos Condenados  | Best Actress | Indicado  | [ 28 ] |

## Grammy Awards
| Ano  | Recipiente(s) / Trabalho | Categoria                         | Resultado | Ref.   |
| ---- | ------------------------ | --------------------------------- | --------- | ------ |
| 1999 | "Are You That Somebody?" | Best Female R&B Vocal Performance | Indicado  | [ 29 ] |
| 2001 | "Try Again"              | Best Female R&B Vocal Performance | Indicado  | [ 30 ] |
| 2002 | Aaliyah                  | Best R&B Album                    | Indicado  | [ 31 ] |
| 2002 | "Rock the Boat"          | Best Female R&B Vocal Performance | Indicado  | [ 31 ] |
| 2003 | "More Than a Woman"      | Best Female R&B Vocal Performance | Indicado  | [ 32 ] |

## MOBO Awards
| Ano  | Recipiente(s) / Trabalho | Categoria  | Resultado | Ref.          |
| ---- | ------------------------ | ---------- | --------- | ------------- |
| 2002 | "More Than a Woman"      | Best Video | Venceu    | [ 33 ] [ 34 ] |

## MTV Europe Music Awards
| Ano  | Recipiente(s) / Trabalho | Categoria | Resultado | Ref.          |
| ---- | ------------------------ | --------- | --------- | ------------- |
| 2000 | Aaliyah                  | Best R&B  | Indicado  | [ 35 ] [ 36 ] |

## MTV Movie Awards
| Ano  | Recipiente(s) / Trabalho | Categoria                            | Resultado | Ref.   |
| ---- | ------------------------ | ------------------------------------ | --------- | ------ |
| 1999 | "Are You That Somebody?" | Best Song from a Movie               | Indicado  | [ 37 ] |
| 2001 | Romeu tem que Morrer     | Best Female Performance              | Indicado  | [ 38 ] |
| 2001 | Romeu tem que Morrer     | Best Breakthrough Female Performance | Indicado  | [ 38 ] |
| 2002 | A Rainha dos Condenados  | Best Villain                         | Indicado  | [ 39 ] |

## MTV Video Music Awards
| Ano  | Recipiente(s) / Trabalho | Categoria              | Resultado | Ref.   |
| ---- | ------------------------ | ---------------------- | --------- | ------ |
| 1999 | "Are You That Somebody?" | Best R&B Video         | Indicado  | [ 40 ] |
| 1999 | "Are You That Somebody?" | Best Video from a Film | Indicado  | [ 40 ] |
| 2000 | "Try Again"              | Best Female Video      | Venceu    | [ 41 ] |
| 2000 | "Try Again"              | Best Video from a Film | Venceu    | [ 41 ] |
| 2000 | "Try Again"              | Best Choreography      | Indicado  | [ 41 ] |
| 2002 | "Rock the Boat"          | Best R&B Video         | Indicado  | [ 42 ] |
| 2003 | "Miss You"               | Best R&B Video         | Indicado  | [ 43 ] |

## MyVH1Music Awards
| Ano  | Recipiente(s) / Trabalho | Categoria                       | Resultado | Ref.   |
| ---- | ------------------------ | ------------------------------- | --------- | ------ |
| 2000 | Aaliyah                  | Double Threat (Musician/Actors) | Indicado  | [ 44 ] |
| 2001 | Aaliyah                  | My Favorite Female              | Indicado  | [ 45 ] |

## NAACP Image Awards
| Ano  | Recipiente(s) / Trabalho | Categoria                 | Resultado | Ref.   |
| ---- | ------------------------ | ------------------------- | --------- | ------ |
| 1999 | "Are You That Somebody?" | Outstanding Music Video   | Indicado  | [ 46 ] |
| 2001 | "Try Again"              | Outstanding Music Video   | Indicado  | [ 47 ] |
| 2002 | Aaliyah                  | Outstanding Album         | Indicado  | [ 48 ] |
| 2002 | Aaliyah                  | Outstanding Female Artist | Venceu    | [ 49 ] |
| 2002 | "Rock the Boat"          | Outstanding Music Video   | Indicado  | [ 48 ] |

## Nickelodeon Kids' Choice Awards
| Ano  | Recipiente(s) / Trabalho | Categoria       | Resultado | Ref.          |
| ---- | ------------------------ | --------------- | --------- | ------------- |
| 1999 | "Are You That Somebody?" | Favorite Song   | Indicado  | [ 50 ] [ 51 ] |
| 1999 | Aaliyah                  | Favorite Singer | Indicado  | [ 50 ] [ 52 ] |

## NME Awards
| Ano  | Recipiente(s) / Trabalho | Categoria         | Resultado | Ref.          |
| ---- | ------------------------ | ----------------- | --------- | ------------- |
| 2002 | Aaliyah                  | Best R&B/Soul Act | Venceu    | [ 53 ] [ 54 ] |

## Prestige Awards
| Ano  | Recipiente(s) / Trabalho | Categoria               | Resultado | Ref.   |
| ---- | ------------------------ | ----------------------- | --------- | ------ |
| 2002 | Aaliyah                  | Entertainer of the Year | Venceu    | [ 55 ] |

## Soul Train Music Awards
| Ano  | Recipiente(s) / Trabalho       | Categoria                              | Resultado | Ref.   |
| ---- | ------------------------------ | -------------------------------------- | --------- | ------ |
| 1995 | Aaliyah                        | Best R&B/Soul or Rap New Artist        | Indicado  | [ 56 ] |
| 1995 | Age Ain't Nothing But a Number | Best R&B/Soul Album, Female            | Indicado  | [ 56 ] |
| 1997 | One in a Million               | Best R&B/Soul Album, Female            | Indicado  | [ 57 ] |
| 1998 | "One in a Million"             | Best R&B/Soul Single, Female           | Indicado  | [ 58 ] |
| 2002 | Aaliyah                        | Best R&B/Soul Album, Female            | Indicado  | [ 59 ] |
| 2002 | Aaliyah                        | Best R&B/Soul or Rap Album of the Year | Indicado  | [ 59 ] |
| 2002 | "Rock the Boat"                | Best R&B/Soul Single, Female           | Venceu    | [ 60 ] |

## Soul Train Lady of Soul Awards
| Ano  | Recipiente(s) / Trabalho | Categoria                             | Resultado | Ref.   |
| ---- | ------------------------ | ------------------------------------- | --------- | ------ |
| 1995 | "Back & Forth"           | Best R&B/Soul New Artist              | Indicado  | [ 61 ] |
| 1999 | "Are You That Somebody?" | Best R&B/Soul Song of the Year        | Indicado  | [ 62 ] |
| 1999 | "Are You That Somebody?" | Best R&B/Soul or Rap Music Video      | Indicado  | [ 62 ] |
| 2000 | "Try Again"              | Best R&B/Soul Single - Solo           | Indicado  | [ 63 ] |
| 2000 | "Try Again"              | Best R&B/Soul or Rap Music Video      | Indicado  | [ 64 ] |
| 2001 | "Try Again"              | Best R&B/Soul or Rap Song of the Year | Indicado  | [ 65 ] |
| 2002 | Aaliyah                  | Best R&B/Soul Album of the Year       | Indicado  | [ 66 ] |
| 2002 | "Rock the Boat"          | Best R&B/Soul Single - Solo           | Venceu    | [ 67 ] |
| 2002 | "Rock the Boat"          | Best R&B/Soul or Rap Song of the Year | Venceu    | [ 67 ] |
| 2002 | "Rock the Boat"          | Best R&B/Soul or Rap Music Video      | Indicado  | [ 66 ] |

## Source Awards
| Ano  | Recipiente(s) / Trabalho | Categoria                      | Resultado | Ref.   |
| ---- | ------------------------ | ------------------------------ | --------- | ------ |
| 2003 | Aaliyah                  | R&B Artist of the Year, Female | Indicado  | [ 68 ] |

## Stinkers Bad Movie Awards
| Ano  | Recipiente(s) / Trabalho | Categoria                | Resultado | Ref.   |
| ---- | ------------------------ | ------------------------ | --------- | ------ |
| 2002 | A Rainha dos Condenados  | Worst Supporting Actress | Indicado  | [ 69 ] |

## Teen Choice Awards
| Ano  | Recipiente(s) / Trabalho | Categoria                       | Resultado | Ref.   |
| ---- | ------------------------ | ------------------------------- | --------- | ------ |
| 2000 | "Try Again"              | Choice Summer Song              | Indicado  | [ 70 ] |
| 2001 | Aaliyah                  | Choice Music: Female Artist     | Indicado  | [ 71 ] |
| 2001 | Aaliyah                  | Choice Female Hottie            | Indicado  | [ 71 ] |
| 2002 | "More Than a Woman"      | Choice Music: R&B/Hip-Hop Track | Indicado  | [ 71 ] |

## VH1 Big Awards
| Ano  | Recipiente(s) / Trabalho | Categoria       | Resultado | Ref.   |
| ---- | ------------------------ | --------------- | --------- | ------ |
| 2003 | "Miss You"               | Big Song of '03 | Indicado  | [ 72 ] |

## World Music Awards
| Ano  | Recipiente(s) / Trabalho | Categoria                       | Resultado | Ref.   |
| ---- | ------------------------ | ------------------------------- | --------- | ------ |
| 2003 | Aaliyah                  | World's Best Selling R&B Artist | Indicado  | [ 17 ] |